# Université du district de Columbia
Ne doit pas être confondu avec Université de Washington ou Université George Washington.
 (septembre 2017).
Si vous disposez d'ouvrages ou d'articles de référence ou si vous connaissez des sites web de qualité traitant du thème abordé ici, merci de compléter l'article en donnant les références utiles à sa vérifiabilité et en les liant à la section « Notes et références ».

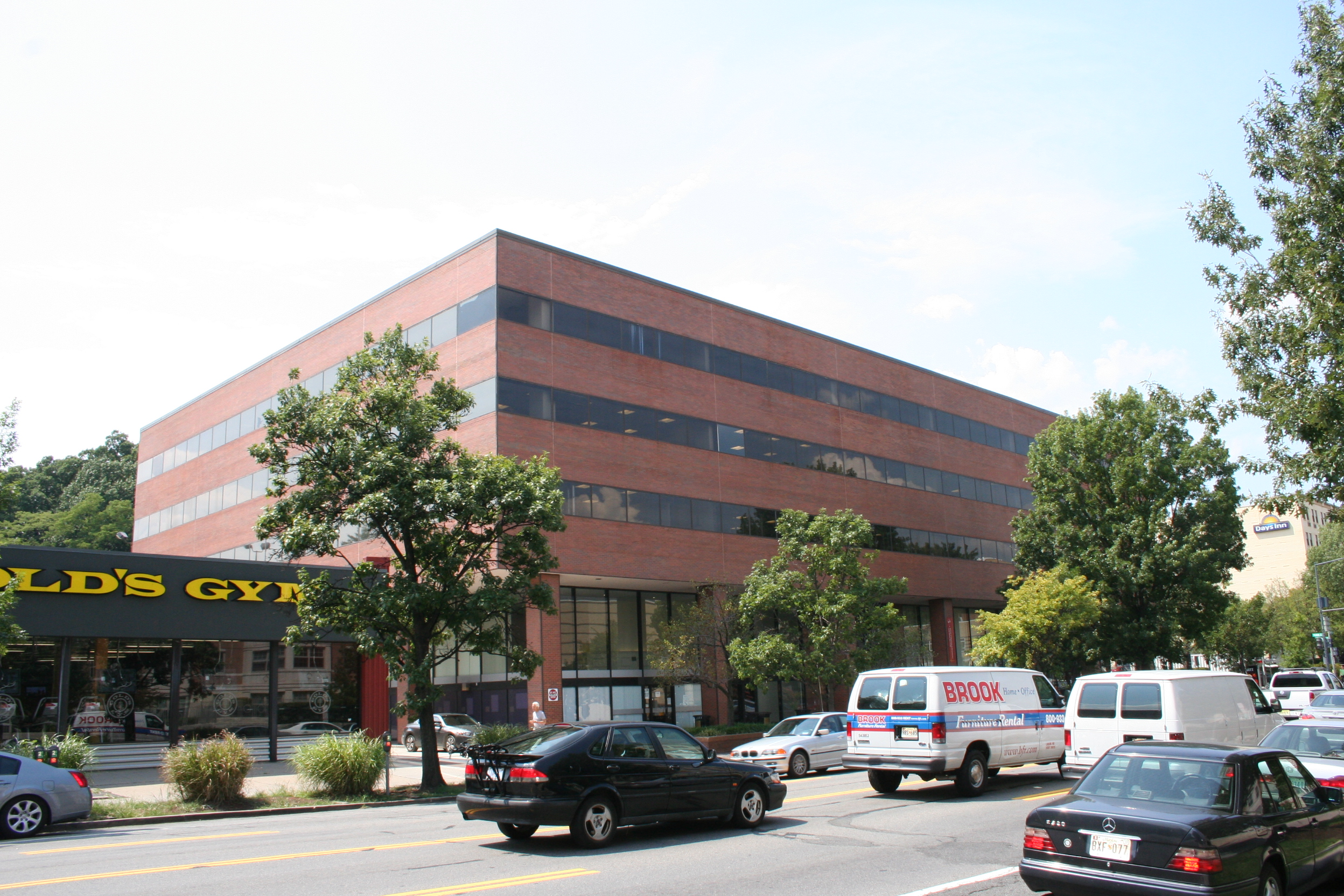
Locaux de l'université.

L’université du district de Columbia (University of the District of Columbia en anglais) est une université publique américaine historiquement destinée aux noirs, et située, comme son nom l'indique, à Washington, D.C..

## Anciens étudiants
- Denis Godwin Antoine (en), ambassadeur de la Grenade,
- Aissatou Baldé, ministre guinéen,
- Euphemia Haynes, mathématicienne afro-américaine,
- Norma Holloway Johnson (en), juge fédérale américaine,
- Aldon Lynn Nielsen (en), poète et critique littéraire américain,
- Richard Pennington (en), surintendant du département de police de La Nouvelle-Orléans,
- Frank Ski (en), journaliste, philanthrope, animateur radio américain,
- John Thompson, entraîneur de l'équipe universitaire NCAA de basket-ball de Georgetown,
- Abdul Thompson Conteh (en), joueur de football sierra-léonais
- Nadine Winter (en), personnalité politique américaine,
- Lennox Yearwood (en), président du Hip-Hop Caucus,

## Professeurs notables
- George Edward Alcorn Jr.